# Live in New York City
Live in New York City är ett livealbum av John Lennon tillsammans med Plastic Ono Elephant's Memory Band, inspelat under en konsert den 30 augusti 1972 på Madison Square Garden i New York. Albumet släpptes den 10 februari 1986.

## Låtlista
Alla låtar är skrivna av John Lennon där inget annat namn anges.
1. "New York City" – 3:38
2. "It's So Hard" – 3:18
3. "Woman Is the Nigger of the World" (John Lennon/Yoko Ono) – 5:30
4. "Well Well Well" – 3:51
5. "Instant Karma!" – 3:40
6. "Mother" – 5:00
7. "Come Together" (John Lennon/Paul McCartney) – 4:21
8. "Imagine" – 3:17
9. "Cold Turkey" – 5:29
10. "Hound Dog" (Jerry Leiber/Mike Stoller) – 3:09
11. "Give Peace a Chance" – 1:00